# Список підводних човнів Італії
Список підводних човнів Італії — перелік підводних човнів Королівського флоту Італії та ВМС Італійської Республіки, які перебували на озброєнні з кінця XIX століття до теперішнього часу. Список представлений у хронологічному порядку, починаючи з 1890-х років.

## Список підводних човнів Королівського флоту Італії

### Підводні човни 1890-1920-х років
| «A1» «A2» «A3» «A4» «A5» «A6» |

| «B1» «B2» «B3» |

| «F 1» «F 2» «F 3» «F 4» «F 5» «F 6» «F 7» |  | «F 8» «F 9» «F 10» «F 11» «F 12» «F 13» «F 14» |  | «F 15» «F 16» «F 17» «F 18» «F 19» «F 20» «F 21» |

| «N 1» «N 2» «N 3» «N 4» «N 5» «N 6» |

| «H 1» «H 2» «H 3» «H 4» |  | «H 5» «H 6» «H 7» «H 8» |

| «П'єтро Мікка» «Луїджі Гальвані» «Еванджеліста Торрічеллі» |  | «Анджело Емо» «Лоренцо Марчелло» «Ладзаро Моченіго» |

| «Агостіно Барбаріго» «Джакомо Нані» «Себастьяно Веньєро» «Андреа Прована» |

### Підводні човни міжвоєнного часу
| «Гоффредо Мамелі» «П'єр Каппоні» «Джованні да Прочіда» «Тіто Спері» |

| «Балілла» «Антоніо Шеза» «Доменіко Міллеліре» «Енріко Тоті» «Умаїта» |

| «Джованні Бозан» «Маркантоніо Колонна» «Де Женей» «Веттор Пізані» |

| «Фрателлі Бандьєра» «Лучано Манара» «Чіро Менотті» «Санторре Сантароза» |

| «Дельфіно» «Нарвало» «Скуало» «Трічеко» |

| «Аргонаута» «Фізалія» «Джалеа» «Джантіна» |  | «Медуза» «Сальпа» «Серпенте» |

| «Аметіста» «Амфітріте» «Діаманте» «Галатея» «Наяде» |  | «Нереїде» «Ондіна» «Рубіно» «Сирена» «Смеральдо» |  | «Топазо» «Дзаффіро» |

| «Аркімеде» «Галілео Ферраріс» «Галілео Галілей» «Еванджеліста Торрічеллі» |

| «Амбра» «Берілло» «Коралло» «Діаспро» «Джемма» |  | «Іріде» «Малахіте» «Онісе» «Перла» «Турчезе» |

| «Адуа» «Алагі» «Арадам» «Ашангі» «Аксум» «Бейлул» |  | «Дагабур» «Дессе» «Дурбо» «Гондар» «Лафоле» «Макалле» |  | «Негеллі» «Шире» «Тембіен» «Воршейх» «Вебе Шебелі» |

| CA1 CA2 |  | CA3 CA4 |

### Підводні човни Другої світової війни
| «Лоренцо Марчелло» «Енріко Дандоло» «Себастьяно Веньєро» «Андреа Прована» «Ладзаро Моченіго» «Джакомо Нані» |  | «Агостіно Барбаріго» «Анжело Емо» «Франческо Морозіні» «Команданте Каппеліні» «Команданте Фаа де Бруно» |

| «Бенедетто Брін» «Луїджі Гальвані» «Альберто Гульєльмотті» |  | «Аркімеде» «Еванджеліста Торрічеллі» |

| «Дженерале Люцці» «Альпіно Баньоліні» |  | «Капітано Тарантіні» «Реджинальдо Джуліані» |

| «Алессандро Маласпіна» «Леонардо да Вінчі» «Луїджі Тореллі» |  | «Маджорі Баракка» «Мікеле Б'янкі» «Гульєльмо Марконі» |

| «Амміральйо Каньї» «Амміральйо Караччоло» |  | «Амміральйо Мілло» «Амміральйо Сан-Бон» |

| «Аччайо» «Алабастро» «Ардженто» «Астерія» «Аворіо» |  | «Бронцо» «Кобальто» «Джада» «Граніто» «Нікеліо» |  | «Платино» «Порфідо» «Вольфраміо» |

| «Тритоне» «Горджо» «Флутто» «Мареа» «Вортіч» |  | «Наутіло» «Мурена» «Гронджо» «Спаріде» «Баріо» |  | «Літіо» «Содіо» |

| CB1 CB2 CB3 CB4 CB5 CB6 CB7 |  | CB8 CB9 CB10 CB11 CB12 CB13 CB14 |  | CB15 CB16 CB17 CB18 CB19 CB20 |  | CB21 CB22 |

## Список підводних човнів ВМС Італії

### Підводні човни Холодної війни
| «Аттіліо Баньоліні» «Енріко Тоті» |  | «Енріко Дандоло» «Лацаро Моченіго» |

| «Назаріо Сауро» «Карло Феччіа ді Коззато» «Леонардо да Вінчі» «Гульєльмо Марконі» |  | «Сальваторе Пелосі» «Джуліано Пріні» «Примо Лангобардо» «Джанфранко Гаццана Пріароджа» |

### Підводні човни XXI століття
| Тип                         | Зображення | Роки побудови                 | Роки експлуатації | Кількість кораблів типу         | ПЧ                                                                   | Прим.                                      |
| --------------------------- | ---------- | ----------------------------- | ----------------- | ------------------------------- | -------------------------------------------------------------------- | ------------------------------------------ |
| Підводні човни XXI століття |            |                               |                   |                                 |                                                                      |                                            |
| «Тодаро»                    |            | 1999 — 2017                   | 2006 — по т.ч.    | 4 (+1 будується та 3 замовлені) | \| «Сальваторе Тодаро» «Шире» \| \| «П'єтро Венуті» «Ромео Ромеї» \| | модернізована версія німецьких ПЧ типу 212 |
| «Сальваторе Тодаро» «Шире»  |            | «П'єтро Венуті» «Ромео Ромеї» |                   |                                 |                                                                      |                                            |